# Linh Sơn, Khâm Châu
Linh Sơn (chữ Hán giản thể: 灵山县, bính âm: Língshān Xiàn, âm Hán Việt: Linh Sơn huyện) là một huyện thuộc địa cấp thị Khâm Châu, khu tự trị dân tộc Choang Quảng Tây, Cộng hòa Nhân dân Trung Hoa. Huyện Linh Sơn có diện tích 3.550 km², dân số năm 2002 là 1.360.000 người. Về mặt hành chính, huyện Linh Sơn được chia thành 19 trấn: Linh Thành, Tam Hải, Tân Vu, Phong Đường, Bình Sơn, Thạch Đường, Phật tử, Bình Nam, Yên Đôn, Đàn Vu, Na Long, Tam Long, Lục Tầng, Cựu Châu, Thái Bình, Sa Bình, Vũ Lợi, Văn Lợi, Bách Lao.